# تیا جونز
تیا جونز (انگلیسی: Tia Jones؛ زادهٔ ۸ سپتامبر ۲۰۰۰)، ورزشکار دو و میدانی اهل ایالات متحدهٔ آمریکا است.
رشتهٔ تخصصیِ جونز دوهای سرعت و دو ۱۱۰ متر بامانع است.